# Agnosine
Agnosine là một đô thị trong tỉnh tỉnh Brescia thuộc vùng Lombardia, Ý. Đô thị này có diện tích 13 km², dân số 1875 người. Các đô thị giáp ranh gồm: Bione, Caino, Lumezzane, Odolo, Preseglie, Vallio Terme